# Радонеж
Радонеж (на руски: Радонеж) е село в Сергиево-Посадски район, Московска област, Русия. Населението му през 2010 година е 490 души.

## География

### Разположение
Радонеж е разположено в централната част на Европейска Русия, покрай реките Пажа и Вор.

### Климат
Климатът в Радонеж е умереноконтинентален (Dfb по Кьопен) с горещо и сравнително влажно лято и дълга студена зима.